# Shun Fujimoto
Shun Fujimoto (藤本 俊, Fujimoto Shun) 11 de Maio de 1950 é um ex-ginasta japonês, campeão olímpico por equipes nos Jogos Olímpicos de Montreal-76.
É considerado um dos maiores heróis esportivos já produzidos, uma vez que, por conta da impossibilidade de ser substituído, teve de competir com uma perna quebrada e um joelho deslocado, e ajudou a equipe japonesa a conquistar a medalha de ouro olímpica.
Ao ser entrevistado após a conquista, Fujimoto deu a seguinte declaração:
"Sim, a dor atravessou o meu corpo como uma faca. Ela trouxe lágrimas aos meus olhos. Mas agora eu tenho a medalha de ouro...e a dor se foi."

## Conquistas
- 1976 -  Campeão olímpico por equipes
- 1976 - Japan Sports Awards
- 1976 - Sports Achievement Award
- 1977 - Asahi Prize